# 加茂神社 (那須烏山市)
加茂神社（かもじんじゃ）は、栃木県那須烏山市月次にある神社。山名から「鳴井山」の名でも知られる。

## 概要
711年創建。五穀豊穣と雷神信仰で知られ、「本社前の岩穴には涸れない湧き水があり、この霊水で雨乞いすると必ず雨が降る」という伝承がある。

## 祭神
- 別雷命 - 主祭神

## 例大祭
毎年5月に例大祭が開催される。
例大祭では地域の農業団体や子ども会などが孟宗竹を根ごろ掘り起こした梵天十数本を神社に奉納する梵天奉納とまき餅を行ってきた。旧南那須村（南那須町を経て那須烏山市として合併）の「広報みなみなす」（1971年5月10月号）によると、梵天奉納は戦後20年以上途絶えていたが1971年に復活したという。梵天奉納は東日本大震災が発生した2011年は中止となった。
2021年、新型コロナウイルス感染拡大がきっかけとなり、住民の高齢化、1カ月以上かかる準備への自治会の負担、神社の石段の老朽化などもあり、同年の例大祭から梵天奉納は廃止され、神事のみ執り行われることになった。

## 現地情報

### 所在地
- 栃木県那須烏山市月次